# Chiedi la luna
Chiedi la luna é um filme italiano de 1991 dirigido por Giuseppe Piccioni.